# Melk
Melk (antigament: Mölk) és una població d'Àustria, a l'estat federal de Baixa Àustria, situada a la vora del Danubi i al costat de la vall de Wachau. Melk té una població de 5.187 habitants (any 2014). És coneguda per ser la ciutat on es troba el gran monestir benedictí d'estil barroc, l'anomenada Abadia de Melk.
La ciutat va ser mencionada per primer cop com a Medilica el 831, a la donació de Lluís el Germànic; provenint el nom de la paraula eslàvica corresponent a "frontera". L'any 976 l'àrea al voltant de Melk va ser donada al marcgravi Leopold I perquè servís com a marca de Baviera enfront dels magiars (anomenats "Turks" a les fonts d'aquell temps). L'any 996 es fa la primera menció d'una àrea coneguda com a Ostarichi, que és l'origen de la paraula Oesterreich (Àustria en alemany). Al penya-segat on es troba l'actual monestir hi havia antigament un castell dels Babenberg, fins que el margrave Leopold II va decidir donar-lo als monjos benedictins de la veïna Lambach l'any 1089. La ciutat va rebre els drets a tenir un mercat l'any 1227 i va esdevenir municipi el 2898. En una àrea molt petita, Melk presenta una gran quantitat d'arquitectura de diferents segles.
És la capital del districte del mateix nom.

## Història
L'any 831 Melk és esmentat per primera vegada com Medilica. També en el cant dels Nibelungs es fa menció del lloc amb el nom en altalemany mitjà de Medelike.
Des del 21 d'abril de 1944 fins a l'evacuació al 15 d'abril de 1945 va existir en els terrenys de la caserna Freiherr-von-Birago el camp de concentració de Melk, un camp annex de Mauthausen.

## Política
L'alcalde és Thomas Widrich.
En el consell municipal elegit el 2005 els 29 escons es reparteixen d'aquesta manera:
VP Melk 16, SPÖ 7, Llista dels Verds 5, FP 1.

## Cultura i llocs d'interès
El més important lloc turístic és el monestir benedictí de l'Abadia de Melk, edifici barroc que domina el Danubi des de dalt.
Hi ha diversos museus a Melk. Al Museu Municipal hi ha el famós Ídol amb cara d'ocell, amb 6.500 anys d'antiguitat.

## Altres
En la novel apareguda el 1980 El nom de la rosa d'Umberto Eco, el protagonista és Adso de Melk, que relata la història i esmenta amb freqüència l'abadia de Melk.